# Gratiskultur
Gratiskultur (auch Umsonst- oder Kostenloskultur) ist ein wiederkehrendes und umstrittenes Schlagwort in den Medien, das in den Jahren entstand, als sich das Internet zum Massenmedium entwickelte. Es bezieht sich meist auf das über das Internet verfügbare umfassende Angebot kostenfreier Produkte oder Inhalte etwa in den Bereichen Journalismus, Literatur, Musik, Film und Bild sowie Software und Spiele aber auch auf sogenannte GEMA-freie Musik.

## Geschichte
Im 20. Jahrhundert entwickelte sich das Medium der Gratiszeitung, das neben Anzeigen auch redaktionelle Inhalte bietet und durch Werbung finanziert wird. In den 1990er Jahren gehörten Zeitungen zu den ersten Medien, die das Internet als zusätzlichen Kommunikationskanal zu den Kunden nutzten. Da Internetzugänge zu dieser Zeit nicht sehr weit verbreitet waren, bestand durch das kostenlose Veröffentlichen von Zeitungsartikeln keine wirtschaftliche Gefahr für die gedruckten Ausgaben; es wurde in der Regel als Zusatzdienst angesehen. Erst Anfang bis Mitte der 2000er Jahre, als sich das Internet stärker verbreitete, begannen die Online-Ausgaben mit den Print-Ausgaben zu konkurrieren. Beinahe alle Zeitungen, einschließlich Qualitätsblätter, betrieben mittlerweile große Online-Portale, in denen neben den Artikeln der gedruckten Ausgabe auch noch zusätzliche, aktuelle Berichte zu finden waren. Viele Versuche, Online-Artikel kostenpflichtig anzubieten, scheiterten zunächst. Eine der letzteren größeren Zeitungen, die bis 2011 ein Bezahlmodell (Paywall) einführte, war die New York Times. Am 9. April 2011 wurde für das Online-Angebot der taz eine freiwillige Bezahloption geschaffen. Das Nachrichtenmagazin Der Spiegel bietet ein allgemein zugängliches Archiv an, beginnend mit dem ersten Heft vom Januar 1947.
Beim Petitionsausschuss des Deutschen Bundestages gingen in den 14 Jahren von 1998 bis 2012 etwa 1863 Petitionen gegen die GEMA ein.
Regelmäßig tauchte in den Medien bald der Satz „Das Ende der Gratiskultur“ auf – etwa in Zusammenhang mit kostenpflichtigen Apps für Tabletcomputer. 2011 schrieb der Journalist Chris Anderson: „Wer im Netz präsent sein möchte, muss seine Inhalte kostenlos anbieten.“
Die Initiative Urheberrecht, der Berufsverbände aus den Bereichen Journalismus, Literatur, Musik, Film und Bild angehören, forderte angesichts der weiteren Entwicklung „eine Anerkennung der Rechte von Kreativen“. Forderungen nach vergütungsfreiem Kopieren und Veröffentlichen im Internet seien mit den Rechten von Autoren und Künstlern genauso unvereinbar wie die beliebige Bearbeitungen ihrer Werke durch Dritte. Durch ein Leistungsschutzrecht im Internet sollten zudem Suchmaschinen für Pressetexte zahlen. Am 12. Dezember 2012 führte Die Welt als erste überregionale deutsche Tageszeitung für den Abruf digitaler Inhalte wieder ein Bezahlsystem ein. Insbesondere im Zusammenhang mit dem Thema Zeitungssterben werden die Probleme einer „Gratiskultur“ wieder diskutiert.
Laut der regelmäßig durchgeführten Umfrage (W3b) von „Fittkau & Maaß“ waren im Juni 2013 knapp 50 Prozent der deutschen Internetnutzer bereit, für Inhalte auch online zu bezahlen. Paid Content wird auch von immer mehr Tageszeitungen eingesetzt. 2014 zählte der Bundesverband Deutscher Zeitungsverleger (BDZV) 103 Titel, die Bezahlmodelle auf ihren Websites eingerichtet haben.
Für Diskussionen sorgte in diesem Zusammenhang auch das Buch Die Null-Grenzkosten-Gesellschaft des US-amerikanischen Ökonomen Jeremy Rifkin von 2014, der den Begriff „Gratis-Gesellschaft“ verwendet.

## Kritik
Den entsprechenden Rezipienten wird auch eine Gratismentalität unterstellt, viele zeigen eine generell ablehnende Haltung gegenüber Paid Content und sogenannter GEMA-pflichtiger Musik.
Der Wirtschaftsjournalist und Blogger Thomas Knüwer bestritt 2009 die Existenz einer „Gratiskultur im Internet“ und nannte sie einen Mythos der Medienunternehmen. Seit jeher würden Zeitungen durch Werbung subventioniert, wie zum Beispiel die New York Sun im Jahr 1834: „Damals senkten Zeitungen ihren Preis von mehreren Cent auf einen einzigen um mehr Exemplare zu verkaufen – und so für Werbekunden attraktiv zu werden“. Heute werden „weite Teile der gedruckten Auflage“ verschenkt, „andere Teile spielen schon ihre Druck- und Vertriebskosten nicht mehr voll ein – geschweige denn die Redaktionskosten“ und es gibt sogar Gratiszeitungen. Die Gratiskultur sei „eine leichte Ausrede, um sich nicht kümmern zu müssen“ was bedeute, dass die Medienhäuser die Verweilzeit auf ihren Seiten erhöhen müssten. Dieses funktioniere „über Qualität, Originalität und Interaktivität“. Ebenso nannte Kai Biermann den Begriff Kostenloskultur in seinem Blog Neusprech.org „eine Lüge“, da erstens die Inhalte durch Aufmerksamkeit bezahlt würden, „die wir dann beispielsweise in Preise umsetzen können“ und zweitens durch bezahlte Werbung finanziert wird. Die Aufregung sei „nur scheinheiliges Gejammer“, da das Prinzip im Privatfernsehen schon seit fast dreißig Jahren in Form des Free-TV umgesetzt werde. Stefan Niggemeier stellte in seinem Blog fest, dass für die Printbranche trotz Auflagenrückgangs weiterhin die Reichweite bedeutend sei, was etwa für die Bild-Zeitung bedeute, „dass jeder, der sich eine Ausgabe kauft, sie im Schnitt an drei andere Leute weitergibt“. Jeden Tag würden folglich neun Millionen Menschen das Blatt lesen, ohne dafür zu bezahlen und ihre Zahl sei „dreimal so hoch wie die derjenigen, die brav für das Blatt zahlen.“ So habe sich im Printbereich „eine gewaltige Kostenloskultur entwickelt“, die von den Verlagen erwünscht sei.
Sascha Lobo fasste die Kritikpunkte zur angeblichen Gratismentalität der Internetbenutzer wie folgt zusammen: „Gratismentalität“ sei keine Mentalität, da unter anderem eine Reihe unterschiedlicher Studien darauf hinweise, dass Filesharer vermutlich mehr Geld für Kulturprodukte ausgeben als Nicht-Filesharer. Zudem erreiche der Verkauf digitaler Güter jedes Jahr neue Rekorde. Kostenloser Kulturkonsum sei zudem ein sehr altes Phänomen, da sich schon mit der Erfindung von Büchereien Bücher kostenlos lesen ließen: „Es scheint, als wäre es ein wiederkehrendes Phänomen des Kulturmarkts: Jede erfolgreiche Produktgattung entwickelt wirtschaftlich betriebene, kostenlose, legale Varianten. Bei der Beschreibung der vorhandenen Probleme der Kulturindustrie stimmt beim Begriff Gratismentalität also weder Mentalität noch Gratis.“ Letztlich würde der Begriff Gratismentalität das Problem verschleiern, da das Problem „doch bitteschön bei den ungezogenen Kunden“ läge und nicht im eigenen Angebot. „Dabei ist der Kauf digitaler Güter auch zweihundert Jahre [sic!] nach Erfindung des Internets noch eine bizarre Zumutung. Musik lässt sich für den Käufer nicht ohne weiteres auf allen Geräten abspielen, populäre Filme und TV-Serien sind oft gar nicht legal zu kaufen und die E-Book-Industrie spielt zehn Jahre später jeden einzelnen Fehler der Musikindustrie nach.“ Als Beispiel nannte Lobo die Digitale Rechteverwaltung (DRM), die keinen einzigen illegalen Download verhindere, sondern nur zum Verdruss des Kunden führe.
Die deutsche Wirtschaftswissenschaftlerin Gisela Schmalz kritisiert in ihrem Buch No Economy die Gratiskultur im Internet. Nach ihrer Ansicht führen die Gepflogenheiten der Gratisangebote und -nachfrage auf lange Sicht zu Qualitätsverlusten. Der Handel zum „Nulltarif“ habe eine unfaire ökonomische Verteilung zur Folge. Es würden Daten von Onlineunternehmen gespeichert, verarbeitet und verkauft, diese also nur von einigen Unternehmen monetarisiert.
Jaron Lanier ruft dazu auf, man möge sich neben den „Gratis-Verlockungen“ der neuen Netzwelt auch die Kehrseiten vor Augen führen: „Wir kommunizieren regelmäßig mit Menschen, von deren Existenz wir vor dem Netzwerkzeitalter nicht einmal gewusst hätten. Wir können jederzeit Informationen zu fast jedem Thema finden. Aber wir haben auch erfahren, dass unsere Geräte und die aus idealistischen Motiven entstandenen digitalen Netzwerke von ultra-mächtigen, fernen Organisationen genutzt werden, um uns auszuspionieren. Wir werden stärker analysiert als wir analysieren.“